# Ritz-Carlton Jakarta
Le Ritz-Carlton Jakarta est un gratte-ciel de 212 mètres construit en 2005 à Jakarta en Indonésie. Il abrite un hôtel Ritz-Carlton.